# Castillo Mont Rouge
El castillo Mont Rouge es un castillo ubicado en Rougemont (Carolina del Norte), Estados Unidos, al norte de Durham. Mont Rouge está situado justo en el tramo final de un extenso camino de montañas, pasando por casas y remolques. El castillo fue diseñado por el escultor estadounidense Robert Mihaly, conocido por su trabajo en la Universidad Duke y la Catedral nacional de Washington, como residencia privada y estudio rural. El diseño se basó en la arquitectura de Europa Central y Oriental, constituido por 18 pináculos y una torre.
Robert Mihaly comenzó la construcción del castillo Mont Rouge sin un plano en el año 2000. Vivía en una de las habitaciones terminadas y se le unió su pareja de mucho tiempo, Caroline Smith, a quien conoció en 2003.
El castillo fue abandonado en 2006, aunque se lanzó una campaña de recaudación de fondos con los dos hijos de Mihaly para financiar la renovación en 2014. En 2016, el castillo todavía estaba abandonado. Desde entonces, se convirtió en el lugar de grafiteros que marcaron gran parte de la edificación, además, presentaba deterioro en los pisos y desechos naturales propios del entorno. Mihaly comenzó a restaurar el castillo en 2017, citando su deseo de terminarlo mientras sus hijos aún eran niños.
Mont Rouge ha sido citado como un castillo de cuento de hadas similar a Disney, un castillo abandonado o desierto, un castillo estadounidense embrujado, un peculiar destino de Carolina del Norte y el edificio más extraño de Carolina del Norte.
Se han construido muchos rumores y tradiciones en torno al castillo Mont Rouge y su creador, Robert Mihaly. Mihaly hizo referencia al rumor sobre la muerte de su esposa a través de una noticia transmitida por televisión, donde reconoció que no es viudo.
Desde mediados de marzo de 2021, el camino que conduce hacia la edificación está bloqueado por una puerta y es propiedad privada. Solo es accesible a través de un permiso.